# Era Aviation
Era Aviation — регіональна авіакомпанія Сполучених Штатів Америки зі штаб-квартирою в місті Анкоридж (Аляска), США. Виконує авіаперевезення під торговою маркою (брендом) Frontier Alaska і має партнерську угоду з магістральної авіакомпанією США Alaska Airlines. Штаб-квартира знаходиться в Міжнародному аеропорту Анкоридж імені Теда Стівенса.

## Історія
Авіакомпанія Era Aviation була створена в 1948 році Карлом Бреді (англ. Carl Brady) і почала авіаційні перевезення на першому і єдиному в той час у штаті Аляска вертольоті в рамках державного контракту з урядом Сполучених Штатів.
У травні 1983 року авіакомпанія відкрила регулярні комерційні перевезення і в тому ж році була придбана комерційною компанією Rowan Companies.
27 лютого 2009 року Era Aviation стала дочірнім підрозділом керуючого холдингу HoTH, Inc. поряд з трьома місцевими авіакомпаніями Arctic Circle Air, Frontier Flying Service і Hageland Aviation Services. Чотири авіаційних перевізника холдингу в даний час працюють під загальним брендом Frontier Alaska і мають найбільший флот і найбільшу маршрутну мережу серед інших авіакомпаній у штаті Аляска.

## Флот
Станом на квітень 2009 року авіакомпанія Era Aviation експлуатує повітряний флот, що складається з таких літаків:
- Beechcraft 1900D — 3 одиниці;
- Bombardier Dash 8 Q100 — 10 одиниць.

## Маршрутна мережа
Станом на квітень 2009 року авіакомпанія Era Aviation виконувала регулярні комерційні авіаперевезення за такими напрямами:
1. Анкоридж (ANC) — Міжнародний аеропорт Анкоридж імені Теда Стівенса
2. Аніак (ANI) — Аеропорт Аніак
3. Барроу (BRW) — Аеропорт Барроу імені Тварюкі Поста-Вілла Роджерса
4. Бетел (BET) — Аеропорт Бетел (Аляска)
5. Кордова (CDV) — Аеропорт імені Мерля (Мудхола) Сміта
6. Еммона (EMK) — Аеропорт Еммонак
7. Фербенкс (FAI) — Міжнародний аеропорт Фербенкс
8. Гомер (HOM) — Аеропорт Гомер
9. Кенай (ENA) — Муніципальний аеропорт Кенай
10. Кадьяк (ADQ) — Аеропорт Кадьяк
11. Валдес (VDZ) — Аеропорт Валдес